# ガッロドーロ
ガッロドーロ（イタリア語: Gallodoro, シチリア語: Jaddudoru）は、イタリア共和国シチリア州メッシーナ県にある、人口約300人の基礎自治体（コムーネ）。

## 地理

### 位置・広がり
メッシーナ県南東部のコムーネ。県都メッシーナから南西へ40kmの距離にある。

#### 隣接コムーネ
隣接するコムーネは以下の通り。
- フォルツァ・ダグロ
- レトイアンニ
- モンジュッフィ・メリーア